# Oosterbroek (streek)
Oosterbroek is de middeleeuwse benaming voor verschillende streken in de provincie Groningen. De naam werd in 1965 uitgekozen als nieuwe naam voor de gemeente Oosterbroek, die in 2000 opging in Menterwolde.
De Kroniek van Bloemhof noemt 1295 de landstreek Orientali Broke, waarmee vermoedelijk Noord- en Zuidbroek werden bedoeld. Daarentegen speculeert de taalkundige Wobbe de Vries dat deze streek in de omgeving van Siddeburen lag. Ook de vier dorpen van Drenterwolde stonden rond 1250 bekend als Asterwalde.